# Fieschi
Fieschi är en gammal genuesisk släkt, känd från 1000-talet och tillsammans med ätterna Doria, Spinola och Fregosi en av de kända stora familjerna i Genua, som låg i ständig fejd med varandra.
Bland ättens mera kända medlemmar märks:
- Sinibaldo de Fieschi, känd som påve under namnet Innocentius IV
- Ottobono de' Fieschi, känd som påve under namnet Hadrianus V
- Gianluigi de Fieschi